# Hitoshi Yoshioka
Hitoshi Yoshioka  (吉岡平?, Yoshioka Hitoshi), conosciuto anche come Taira Yoshioka (Kasaoka, 16 luglio 1960 – 13 gennaio 2023) è stato uno scrittore giapponese.

## Biografia
È noto per aver scritto diverse light novel, trasposte in seguito in anime. Tra le sue light novel ci sono Humming Bird - Ragazze con le ali, Yōseiki Suikoden e la sua opera più famosa, L'irresponsabile capitano Tylor.